# راراموری
راراموری یا تارائومارا  (به اسپانیایی: Rarámuri یا Tarahumara‎) گروهی از بومیان آمریکا هستند که در ایالت چی‌واوا مکزیک زندگی می‌کنند. آن‌ها برای قابلیت‌شان در دویدن مسافت‌های طولانی مشهور اند.